# Lijst van voetbalclubs aangesloten bij de Arnhemsche Voetbalbond
Dit is een lijst van voetbalclubs die aangesloten en/of actief zijn geweest bij de Arnhemsche Voetbalbond (AVB).
Vanaf 1940 waren clubs uit de regio van de Arnhemsche Voetbalbond automatisch lid van de Arnhemsche Voetbalbond zodra zij zich hadden ingeschreven bij de KNVB.

## Legenda
(1) achter de clubnaam - Zijn meerdere clubs met dezelfde naam geweest, echter zijn verschillende clubs.
   bij Lid sinds - Club is heropgericht of heringeschreven, echter de datum hiervan is onbekend.
   bij Lid tot - Club is uitgeschreven of opgeheven voor 1996, datum hiervan is echter onbekend.
—  bij Lid tot - Club is tot einde van de bond (1996) actief gebleven.
| Club                 | Plaats        | Lid sinds         | Lid tot                      | Bijzonderheden |
| -------------------- | ------------- | ----------------- | ---------------------------- | --- |
| Abstinentia (1)      | Oosterbeek    | september 1921    | januari 1923                 | |
| Abstinentia (2)      | Oosterbeek    | oktober 1928      | 1985                         | |
| AMVC                 | Arnhem        | november 1921     | augustus 1923                | |
| VV Arnhem (1)        | Arnhem        | oktober 1913      | november 1915                | Heette tot januari 1914 NOAD |
| VV Arnhem (2)        | Arnhem        | 1914              | oktober 1916                 | Heette tot december 1915 TOP |
| VV Arnhem (3)        | Arnhem        | oktober 1916      | november 1919                | |
| VV Arnhem (4)        | Arnhem        | oktober 1920      | januari 1923                 | |
| VV Arnhem (5)        | Arnhem        | juni 1923         | november 1923                | |
| VV Arnhem (6)        | Arnhem        | juli 1924         | juli 1933                    | Was tot 1924 aangesloten bij de Geldersche Voetbalbond en heette ODO (2)                                                                              |
| VV Arnhem (7)        | Arnhem        | augustus 1931     | december 1939                | Heette tot augustus 1935 Oranje Wit |
| Arnhemia (1)         | Arnhem        | oktober 1913      | november 1915                | Heette tot januari 1914 Gelria |
| Arnhemia (2)         | Arnhem        | oktober 1917      | november 1919                | |
| Arnhemia (3)         | Arnhem        | november 1920     | november 1922                | |
| Arnhemia (4)         | Arnhem        | oktober 1923      | december 1925                | |
| Arnhemia (5)         | Arnhem        | oktober 1928      | juli 1933                    | |
| Arnhemse Boys        | Arnhem        | oktober 1920      | —                            | |
| Arnhemsche Trappers  | Arnhem        | januari 1923      | december 1924                | |
| AVC                  | Arnhem        | oktober 1920      | november 1921                | |
| AVED                 | Arnhem        | oktober 1917      | september 1919               | |
| AVW                  | Arnhem        | 1915              | 1995                         | Fuseerde in 1995 tot AV Cranevelt |
| Batauw               | Elst (gld)    | oktober 1916      | november 1919                | |
| BAVV                 | Bennekom      | augustus 1931     | april 1941                   | |
| Bennekomsche Boys    | Bennekom      | juni 1924         | juli 1928                    | Was tot 1924 aangesloten bij de Geldersche Voetbalbond                                                                                                |
| Betuwezoom           | Elden         | 1923              | december 1925                | |
| Biljoen              | Velp          | oktober 1913      | november 1915                | Heette tot apro; 1914 Ajax |
| BVH                  | Arnhem        | augustus 1935     | juli 1993                    | In 1993 gefuseerd tot VV Elsweide |
| Cadillac             | Arnhem        | september 1923    | januari 1928                 | |
| CHRC                 | Renkum        | januari 1946      | —                            | |
| VV Cito              | Renkum        | januari 1925      | januari 1946                 | Fuseerde in 1946 tot CHRC |
| COV                  | Oosterbeek    | september 1940    | september 1944               | Was tot 1940 aangesloten bij de CNVB |
| AV Cranevelt         | Arnhem        | 1995              | —                            | |
| DBO                  | Arnhem        | september 1927    | juli 1929                    | |
| DENO                 | Arnhem        | november 1921     | oktober 1922                 | |
| DESTO                | Arnhem        | november 1927     | augustus 1931                | |
| DOKEB                | Rheden        | september 1934    | december 1935                | |
| DOV                  | Driel         | augustus 1935     | december 1939                | |
| VV Dr. Göbel         | Arnhem        | januari 1924      | december 1924                | |
| DTS '35              | Ede           | september 1940    | —                            | Was tot 1940 aangesloten bij de CNVB |
| DVO                  | Driel         | januari 1929      | 1932                         | |
| DVOV                 | Velp          | september 1940    | —                            | Was tot 1940 aangesloten bij de CNVB |
| DVS                  | Arnhem        |                   | oktober 1922                 | |
| VV Ede               | Ede           | 1937              | —                            | Was eerder (vermoedelijk tot 1925) aangesloten bij de Geldersche Voetbalbond                                                                          |
| Edesche Boys         | Ede           | oktober 1928      | —                            | |
| Eendracht Arnhem     | Arnhem        | oktober 1918 1937 | september 1920 —             | Tussen 1920 en vermoedelijk 1925 aangesloten bij de Geldersche Voetbalbond                                                                            |
| VV Ellecom           | Ellecom       | december 1925     | oktober 1935                 | Heette tot augustus 1926 Lotus |
| VV Elsweide          | Arnhem        | juli 1993         | —                            | |
| VV ENKA              | Arnhem        | oktober 1920      | november 1921                | |
| VV ENKA              | Ede           | december 1925     | juli 1933                    | |
| ESCA                 | Arnhem        | september 1927    | —                            | |
| Excelsior A          | Arnhem        | september 1940    | oktober 1941                 | Was tot 1940 aangesloten bij de RKUVB onder de naam Excelsior                                                                                         |
| VV Ford              | Arnhem        | december 1925     | december 1926                | |
| FVV                  | Renkum        | oktober 1920      | januari 1926                 | |
| VV Geitenkamp        | Arnhem        | augustus 1924     | december 1926                | |
| Gelria               | Velp          | 1924              | 1992                         | Was tot 1924 aangesloten bij de Geldersche Voetbalbond, fuseerde in 1992 tot SC Veluwezoom                                                            |
| Giro                 | Arnhem        | januari 1923      | juli 1933                    | |
| Giro                 | Arnhem        | september 1934    | 1950                         | |
| GVC                  | Wageningen    | 1922              | 1941                         | Eerder aangesloten bij de Geldersche Voetbalbond, later heropgericht                                                                                  |
| Harte Rijn           | Renkum        | september 1935    | Vraag                        | |
| VV Heelsum           | Heelsum       | oktober 1920      | december 1922                | |
| Heidetrappers        | Arnhem        | oktober 1917      | november 1919                | |
| VV Heijenoord (1)    | Heijenoord    | juli 1917         | november 1917                | |
| VV Heijenoord (2)    | Heijenoord    | september 1923    | juli 1928                    | |
| Hertog Hendrik       | Arnhem        | 1914              | —                            | Tot 1925 alleen het 3e elftal bij de Arnhemsche Voetbalbond ingeschreven, overige elftallen waren tot 1925 bij de Geldersche Voetbalbond ingeschreven |
| VV Hevea             | Heveadorp     | 1919              | december 1925                | Alleen NIET het 1e elftal, deze was aangesloten bij de Geldersche Voetbalbond                                                                         |
| HIOS                 | Velp          | juni 1923         | december 1925                | |
| Humanitas            | Arnhem        | 1914              | juli 1928                    | |
| HVG                  | Arnhem        | november 1921     | 1934                         | |
| Instructie Batterij  | Arnhem        | november 1921     | december 1923                | |
| Juliana W            | Wageningen    | september 1940    | november 1941                | Was tot 1940 aangesloten bij de CNVB |
| Juvenes              | Velp          | september 1940    | Vraag                        | Was tot 1940 aangesloten bij de RKUVB |
| De Kanaries          | Arnhem        | oktober 1923      | december 1925                | |
| De Kanarievogels     | Arnhem        | oktober 1912      | december 1913                | |
| VV Klarenbeek (1)    | Arnhem        | oktober 1912      | december 1913                | |
| VV Klarenbeek (2)    | Arnhem        | oktober 1913      | Vraag                        | Heette tot april 1914 Hercules |
| Klarendalsche Boys   | Arnhem        | oktober 1913      | november 1915                | |
| Koning Voetbal       | Arnhem        | oktober 1917      | november 1919                | |
| KSDO                 | Arnhem        | september 1927    | juli 1930                    | |
| VV Lombok            | Arnhem        | september 1923    | december 1924                | |
| VV Lunteren          | Lunteren      | 1935              | —                            | Was tot 1935 aangesloten bij de UPVB, heette tot november 1945 ASNOD                                                                                  |
| LVC                  | Lunteren      | september 1936    | september 1937               | |
| VV Malburgen         | Malburgen     | november 1922     | juli 1924                    | |
| MASV                 | Arnhem        | december 1927     | juli 1933                    | |
| MASV                 | Arnhem        | oktober 1933      | —                            | |
| Mauleo               | Velp          | januari 1926      | juli 1933                    | |
| VV Meinerswijk       | Arnhem        | augustus 1923     | december 1924                | |
| Meinerswijksche Boys | Arnhem        | januari 1923      | februari 1923                | |
| Mercurius            | Arnhem        | augustus 1923     | december 1924                | |
| MMV                  | Oosterbeek    | oktober 1923      | december 1924                | |
| MMV                  | Oosterbeek    | januari 1926      | december 1926                | |
| MULOV                | Velp          | september 1940    | Vraag                        | Was tot 1940 aangesloten bij de CNVB, heette tot april 1941 MULO                                                                                      |
| NAS                  | Elst (ut)     | juni 1925         | augustus 1926                | Was vanaf 1926 aangesloten bij de Utrechtsche Provinciale Voetbalbond                                                                                 |
| Noptriena            | Arnhem        | januari 1923      | december 1926                | |
| OAB                  | Arnhem        | oktober 1928      | 1995                         | Fuseerde in 1995 tot VV IJsseloord |
| OBZ                  | Arnhem        | oktober 1923      | december 1938                | |
| VV Onderlangs        | Arnhem        | december 1912     | december 1913                | |
| VV Oosterbeek (1)    | Oosterbeek    | oktober 1913      | februari 1914                | Heette tot januari 1914 SDO |
| VV Oosterbeek (2)    | Oosterbeek    | oktober 1916      | Vraag                        | |
| VV Oosterbeek (3)    | Oosterbeek    | 1922              | 1985                         | Fuseerde in 1985 tot OVC '85 |
| Opwaarts             | Westervoort   | december 1925     | december 1926                | |
| Oranje Wit           | Arnhem        | september 1914    | november 1915                | |
| OSDOO                | Wageningen    | september 1928    | augustus 1931                | |
| Ostrabecke           | Oosterbeek    | januari 1923      | december 1925                | |
| OVC                  | Oosterbeek    | februari 1912     | september 1913               | Was vanaf 1913 aangesloten bij de Geldersche Voetbalbond                                                                                              |
| OVSV                 | Arnhem        | juni 1923         | december 1924                | |
| OZOD                 | Arnhem        | oktober 1928      | juli 1933                    | |
| PGC                  | Arnhem        | oktober 1922      | februari 1924                | |
| Plattenburger Boys   | Arnhem        | september 1934    | april 1943                   | |
| VV Post              | Arnhem        | oktober 1920      | oktober 1922                 | |
| QWC                  | Arnhem        | september 1912    | november 1915                | |
| VV Redichem          | Renkum        | oktober 1929      | juli 1933                    | |
| VV Renkum (1)        | Renkum        | december 1912     | december 1913                | |
| VV Renkum (2)        | Renkum        | oktober 1916      | januari 1926                 | |
| Renkumsche Boys      | Renkum        | 1924              | december 1926                | Was tot 1924 aangesloten bij de Geldersche Voetbalbond                                                                                                |
| VV Rheden            | Rheden        | 1930              | —                            | Was eerder aangesloten bij de Geldersche Voetbalbond                                                                                                  |
| Rhedensche Boys      | Rheden        |                   | juli 1933                    | Was eerder aangesloten bij de Geldersche Voetbalbond                                                                                                  |
| Rhenus               | Rhenen        | 1924 1935         | 1934 juni 1939               | Was tot 1924 aangesloten bij de Geldersche Voetbalbond, in het seizoen 1934/35 bij de Utrechtsche Provinciale Voetbalbond                             |
| VV Rijnoord          | Arnhem        | november 1915     | november 1919                | |
| RND                  | Arnhem        | januari 1928      | december 1939                | |
| Rood Geel            | Arnhem        | november 1915     | oktober 1916                 | |
| Rood Zwart           | Arnhem        | november 1915     | oktober 1916                 | |
| Roode Duivels        | Arnhem        | juni 1923         | juli 1926                    | |
| RVW                  | Renkum        | september 1940    | —                            | Was tot 1940 aangesloten bij de RKUVB |
| Sandow               | Velp          | januari 1923      | juni 1923                    | |
| VV Schaarsbergen     | Schaarsbergen | oktober 1929      | Vraag                        | |
| SDO                  | Arnhem        |                   | oktober 1913                 | |
| SV SDOO              | Heteren       | september 1940    | —                            | Was tot 1940 aangesloten bij de RKUVB |
| RKVV Sint Jan        | Arnhem        | september 1940    | 1947                         | Was tot 1940 aangesloten bij de RKUVB |
| SKK                  | Arnhem        | januari 1923      | juli 1928                    | |
| SKV                  | Wageningen    | september 1940    | —                            | Was tot 1940 aangesloten bij de CNVB |
| SML                  | Arnhem        | oktober 1916      | september 1929               | Was tot 1919 (ook) aangesloten bij de Geldersche Voetbalbond, in 1929 gefuseerd tot SML-Spatram                                                       |
| SML                  | Arnhem        | september 1929    | —                            | Heette tot 1945 SML-Spatram |
| SMMV (1)             | Arnhem        | november 1921     | januari 1923                 | |
| SMMV (2)             | Arnhem        | januari 1923      | februari 1926                | |
| SOC                  | Arnhem        | september 1912    | november 1915                | |
| VV Sonsbeek (1)      | Arnhem        | december 1912     | december 1913                | |
| VV Sonsbeek (2)      | Arnhem        | november 1915     | november 1919                | |
| VV Sonsbeek (3)      | Arnhem        | augustus 1923     | december 1924                | |
| SOS                  | Ede           | oktober 1931      | oktober 1935                 | |
| SOS                  | Ede           | augustus 1936     | december 1938                | |
| Spatram              | Arnhem        | juni 1923         | september 1929               | |
| Springbokken         | Arnhem        | januari 1925      | juli 1933                    | |
| VV De Steeg          | De Steeg      |                   | juli 1933                    | Was eerder aangesloten bij de Geldersche Voetbalbond                                                                                                  |
| Thesos               | Lobith        |                   | oktober 1937                 | Was vanaf 1937 aangesloten bij de Geldersche Voetbalbond                                                                                              |
| TOVOL                | Renkum        | september 1912    | februari 1914                | |
| Trapvast             | Arnhem        | oktober 1917      | november 1919                | |
| TVC                  | Lobith        | december 1931     | juli 1933                    | |
| TVV                  | Zevenaar      | december 1926     | 1948                         | |
| VDZ                  | Wageningen    | augustus 1937     | december 1941                | |
| VDZ                  | Arnhem        | september 1940    | —                            | Was tot 1940 aangesloten bij de RKUVB, stond ook bekend onder de naam RKSV VDZ                                                                        |
| VEC                  | Velp          | oktober 1913      | januari 1926                 | |
| VV Veenendaal        | Veenendaal    | 1923              | augustus 1926                | Was tot 1923 aangesloten bij de Geldersche Voetbalbond                                                                                                |
| Velox                | Oosterbeek    | september 1940    | januari 1941                 | Was tot 1940 aangesloten bij de RKUVB |
| SC Velp              | Velp          | september 1931    | september 1940 november 1992 | In 1992 gefuseerd tot SC Veluwezoom |
| Velpse Boys          | Velp          | januari 1923      | november 1992                | In 1992 gefuseerd tot SC Veluwezoom |
| Velpsche Boys (1)    | Velp          | oktober 1920      | november 1921                | |
| Velpsche Boys (2)    | Velp          | november 1921     | januari 1923                 | |
| SC Veluwezoom        | Velp          | 1992              | —                            | |
| VGM                  | Arnhem        | november 1923     | augustus 1926                | |
| VIDO (1)             | Arnhem        | september 1913    | maart 1914                   | Was gelijkertijd ook geregistreerd bij de Geldersche Voetbalbond                                                                                      |
| VIDO (2)             | Arnhem        | januari 1917      | november 1919                | |
| VIJDO                | Arnhem        | oktober 1920      | —                            | |
| Virginia             | Arnhem        | november 1927     | juli 1928                    | |
| Visto                | Arnhem        | september 1926    | augustus 1931                | |
| Vitesse 1892         | Arnhem        | 1930              | —                            | Vermoedelijk rond 1925 uit de Geldersche Voetbalbond gekomen, heette tot 1984 AVC Vitesse                                                             |
| VV Vriendenkring (1) | Arnhem        | augustus 1923     | 1927                         | |
| VV Vriendenkring (2) | Arnhem        | oktober 1928      | juli 1933                    | |
| VV Vriendschap       |               | november 1915     | november 1919                | |
| VSS                  | Arnhem        | januari 1923      | januari 1923                 | |
| VVO                  | Velp          | augustus 1924     | —                            | Was tot 1924 aangesloten bij de Geldersche Voetbalbond, was rond 1914 ook al even aangesloten bij de Arnhemsche Voetbalbond                           |
| WVV Wageningen       | Wageningen    | augustus 1924     | —                            | Was tot 1924 aangesloten bij de Geldersche Voetbalbond, heette tot 1934 VV Wageningen                                                                 |
| Wageningsche Boys    | Wageningen    | augustus 1924     | juli 1927                    | Was tot 1924 aangesloten bij de Geldersche Voetbalbond                                                                                                |
| WASV                 | Arnhem        | juni 1923         | september 1928               | |
| VV Watersnippen (1)  | Elden         | oktober 1920      | januari 1924                 | |
| VV Watersnippen (2)  | Elden         | oktober 1929      | augustus 1938                | |
| WAVV                 | Arnhem        | oktober 1920      | december 1922                | Opgegaan in SML Arnhem |
| WAVV                 | Wageningen    | augustus 1926     | —                            | |
| SC Westervoort       | Westervoort   | september 1940    | —                            | Was tot 1940 aangesloten bij de RKUVB, heette in de beginperiode VV Sint Werenfried                                                                   |
| Westervoortsche Boys | Westervoort   | januari 1931      | september 1937               | |
| VV Worth Rheden      | Rheden        | september 1927    | —                            | |
| WZDVV                | Arnhem        | oktober 1920      | november 1921                | |
| ZAVV                 | Arnhem        | november 1920     | september 1922               | Was vanaf 1922 aangesloten bij de Geldersche Voetbalbond                                                                                              |